# Pelmatellina
Los pelmatelinos (Pelmatellina) son una tribu de coleópteros adéfagos de la familia Carabidae.
Hay alrededor de 90 especies en 8 géneros. Todos los géneros son del hemisferio sur, principalmente Australasia. Solo dos especies llegan al Neártico.

## Géneros
Tiene los siguientes géneros:
- Hakaharpalus
- Kupeharpalus
- Lecanomerus
- Nemaglossa
- Notospeophonus
- Pelmatellus
- Syllectus
- Trachysarus